# Habovka
Habovka é um município da Eslováquia, situado no distrito de Tvrdošín, na região de Žilina. Tem 29,41 km² de área e sua população em 2018 foi estimada em 1.384 habitantes.

## Demografia
| Ano:        | 1994 | 2004    | 2014   | 2024   |
| ----------- | ---- | ------- | ------ | ------ |
| Broj ljudi: | 1195 | 1360    | 1377   | 1361   |
| Razlika:    |      | +13,80% | +1,25% | -1,16% |

| Ano:               | 2023 | 2024   |
| ------------------ | ---- | ------ |
| Número de pessoas: | 1345 | 1361   |
| Diferença:         |      | +1,18% |